# 黃細胞
黃細胞（Chloragogen cell）是一種存在於環節動物門動物的細胞，也存在於某些類腔動物的結腸液中。黃細胞負責儲存運輸糖原，以及中和含氮廢物等毒素，同時又參與着氨基酸脫氨作用和尿素合成，而在脊椎動物中，肝臟起到了類似功能。目前已知透過食物途徑被攝取的矽酸鹽會沉積在黃細胞中。黃細胞的顏色為淡黃色的原因是其存在着一種稱為「chloragosomes」的黃色顆粒，而小泡鼓起是它的特徵。黃細胞有助於排泄功能並常見於蚯蚓體內。Stein等發現蚯蚓體內除了黃細胞外，其他類型的體細胞都能產生偽足及具有噬菌能力。